# Альбштадт-Фрауэн-Этаппенреннен
Альбштадт-Фрауэн-Этаппенреннен (нем. Albstadt-Frauen-Etappenrennen) — шоссейная многодневная велогонка, проходившая по территории Германии с 2000 по 2016 год.

## История
Гонка была создана в 2000 году и изначально проводилась в рамках национального календаря. В 2007 году вошла в Женский мировой шоссейный календарь UCI. В 2010 году вернулась в национальный календарь. В 2016 году вошла в календарь только что созданного Кубка наций среди юниорок UCI.
В 2017 году гонка была отменена и больше не проводилась.
Маршрут гонки проходил в окрестностях городов Альбштадт, Пфеффинген, Тайльфинген и Трохтельфинген земли Баден-Вюртемберг. Продолжительность практически все года составляла три дня, а количество этапов менялось в зависимости от соревнования в который она входила. Изначально гонка включала один полноценный этап в первый день и четыре полуэтапа в последующие два дня, протяжённость этапов была от 45 до 65 км. С 2007 стала состоять из пролога и двух полноценных этапов в среднем по 90 км. С 2010 стало три групповых этапов протяжённостью соответственно 1-й — 20 км, 2-й и 3-й по 80 км. В 2016 году было два полноценных этапа в первый и третий день и два полуэтапа во второй день.
Рекордсменкой с пятью победами стала немка Ханка Купфернагель.

## Призёры
| Год  | Победитель         | Второй                   | Третий           |
| ---- | ------------------ | ------------------------ | ---------------- |
| 2000 | Керстин Шайтлер    | Джасинта Коулман         | Регина Шляйхер   |
| 2001 | Таня Шмидт-Хеннес  | Дженни Алгелид-Бенгтссон | Александра Ноэле |
| 2002 | Тина Либих         | Таня Шмидт-Хеннес        | Клаудия Штумпф   |
| 2003 | Ирен Хостеттлер    | Ханка Купфернагель       | Приска Доппман   |
| 2004 | Моника Фуррер      | Лиана Бахлер             | Андреа Граус     |
| 2005 | Николь Брендли     | Ноэми Кантеле            | Клаудия Штумпф   |
| 2006 | Трикси Воррак      | Тина Либих               | Биргит Зольнер   |
| 2007 | Трикси Воррак      | Андреа Граус             | Николь Брендли   |
| 2008 | Трикси Воррак      | Шарлотта Беккер          | Ангела Хенниг    |
| 2009 | Шарлотта Беккер    | Лиза Бреннауэр           | Дженни Стенерхаг |
| 2010 | Ханка Купфернагель | Штефани Гаумнитц         | Эстер Феннел     |
| 2011 | Ханка Купфернагель | Биргит Зольнер           | Штефани Гаумнитц |
| 2012 | Ханка Купфернагель | Ханна Аменд              | Эстер Феннел     |
| 2013 | Ханка Купфернагель | Эстер Феннел             | Беате Заннер     |
| 2014 | Рета Тротман       | Люси Коулдуэлл           | Инес Клок        |
| 2015 | Ханка Купфернагель | Клара Коппенбург         | Беате Заннер     |
| 2016 | Жюльетт Лабу       | Карлейн Свинкелс         | Сюзанна Андерсен |